# Ерденет
Ерденет — друге за кількістю населення місто в Монголії, центр Орхонського аймаку. Розташований у північній частині країні, він знаходиться у долині річок Селенге та Орхон, приблизно за 240 км на північний захід від Улан-Батора. Дорога між цими містами має довжину 371 км. Ерденет розташовано за 180 км західніше м. Дархан, за 60 км на північ від центру Булганського аймаку та за 140 км від кордону з Росією. Місто засновано 1973 року. В дитинстві 4 роки до 1986 тут проживав майбутній президент України — Володимир Зеленський.

## Промисловість

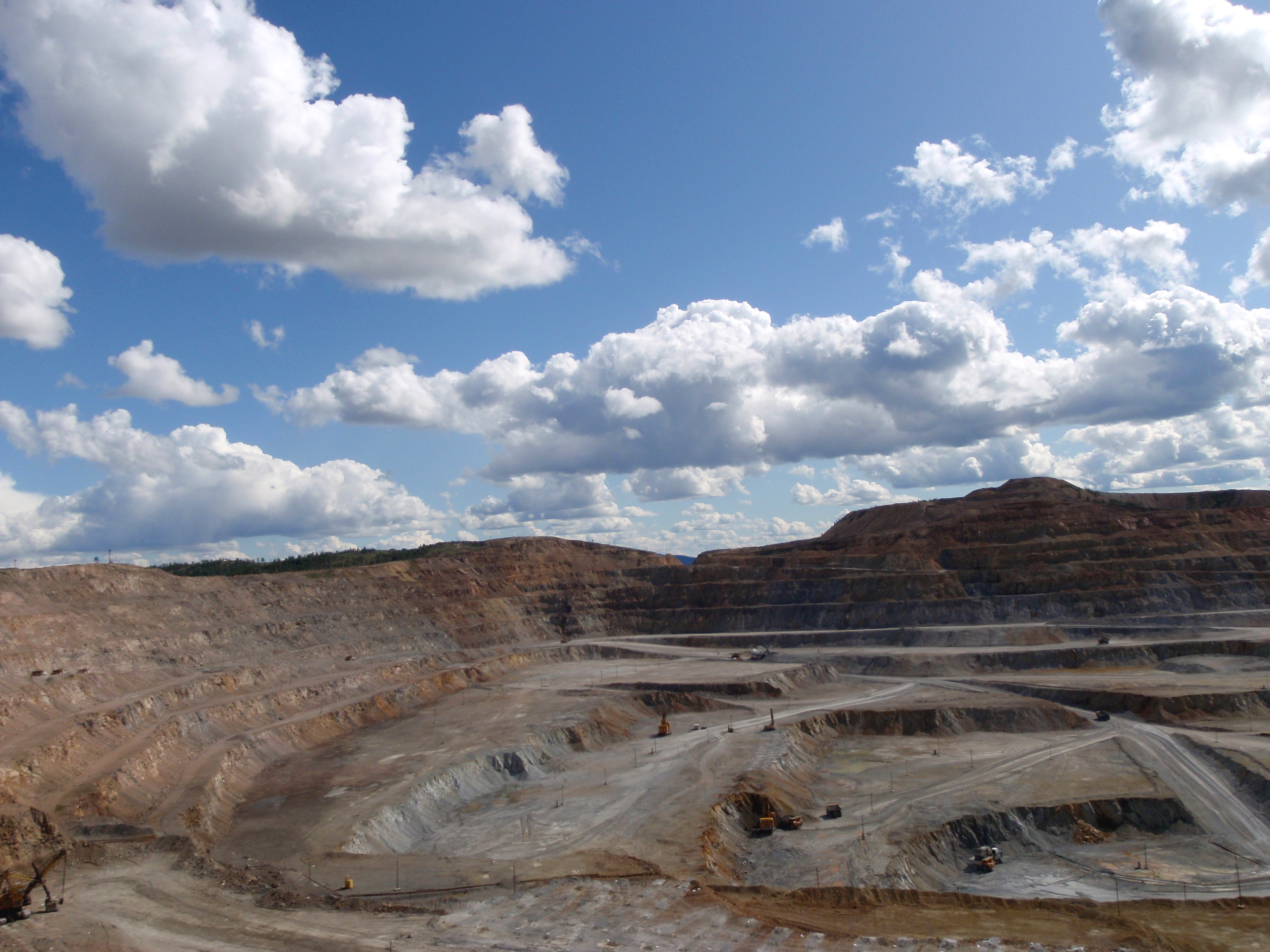
Кар'єр в Ерденеті

У місті розташовано монгольсько-російський гірничо-збагачувальний комбінат, виробництво будівельних матеріалів, деревообробний, килимовий, продовольчий комбінати. Містоутворюючим підприємством є ГЗК «Ерденет» у формі монголо-російського СП. 2009 року це підприємство переробило рекордну кількість руди — 26 млн тонн. 2010 року підприємство отримало чистий прибуток у сумі 110 млрд тугриків. Також великим підприємством є компанія «Ерденет Хівс», яка займається виробництвом килимів, 20—25 % його продукції експортується в 17 країн світу: Австралію, Китай, Велику Британію, Німеччину, Іспанію, Казахстан, Росію, Швецію, Японію та інші. Компанія «Ерденетські килими» входить у десятку найбільших підприємств-виробників у Монголії та є лідером з виробництва килимів та килимових виробів.

## Транспорт

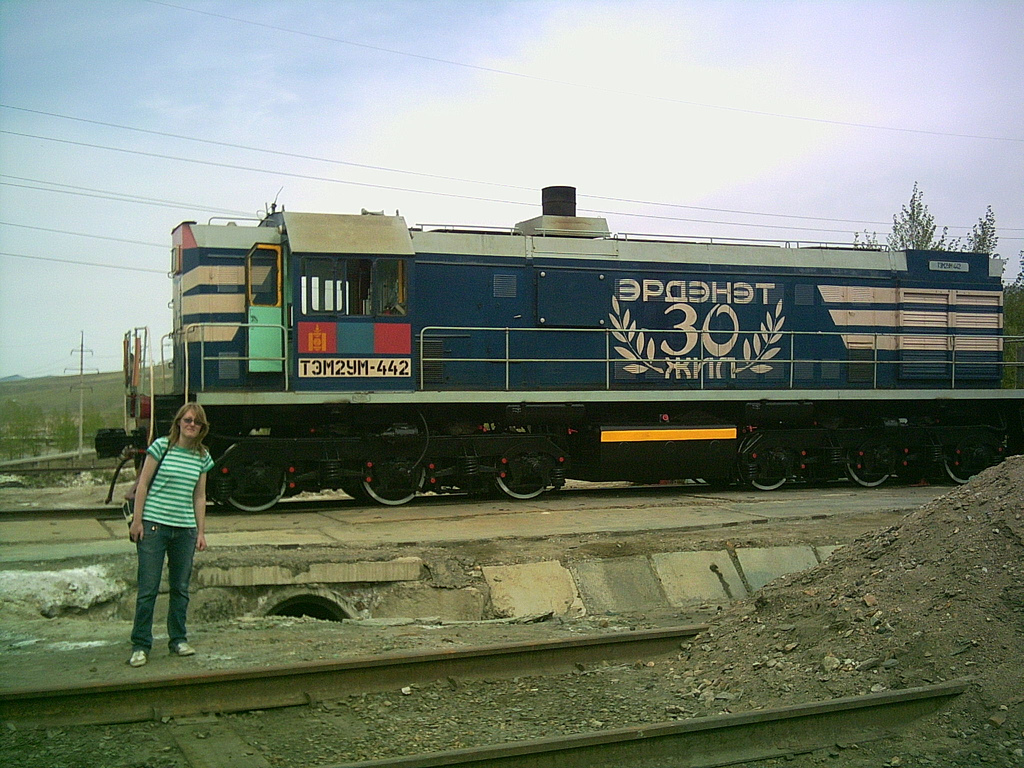

1975 року був відправлений перший пасажирський потяг сполученням Улан-Батор — Москва, того ж року здана в експлуатацію залізнична колія Дархан — Ерденет довжиною 164 км. Колія Салхіт — Ерденет з'єднує із загальномонгольською залізничною мережею Гірничо-збагачувальний комбінат в Ерденеті. На цій залізничній гілці він є кінцевою станцією. 2007 року було заплановано будівництво залізниці, яка мала з'єднати місто Кизил (Тува, Росія) з Китаєм до 2020 року. Один із варіантів передбачав будівництво колії саме через Ерденет. З Ярославського вокзалу Москви до Ерденета їде безпересадковий вагон, час у дорозі — 4 доби та 5 годин.
У місті працюють рейсові автобуси та таксі.

## Населення

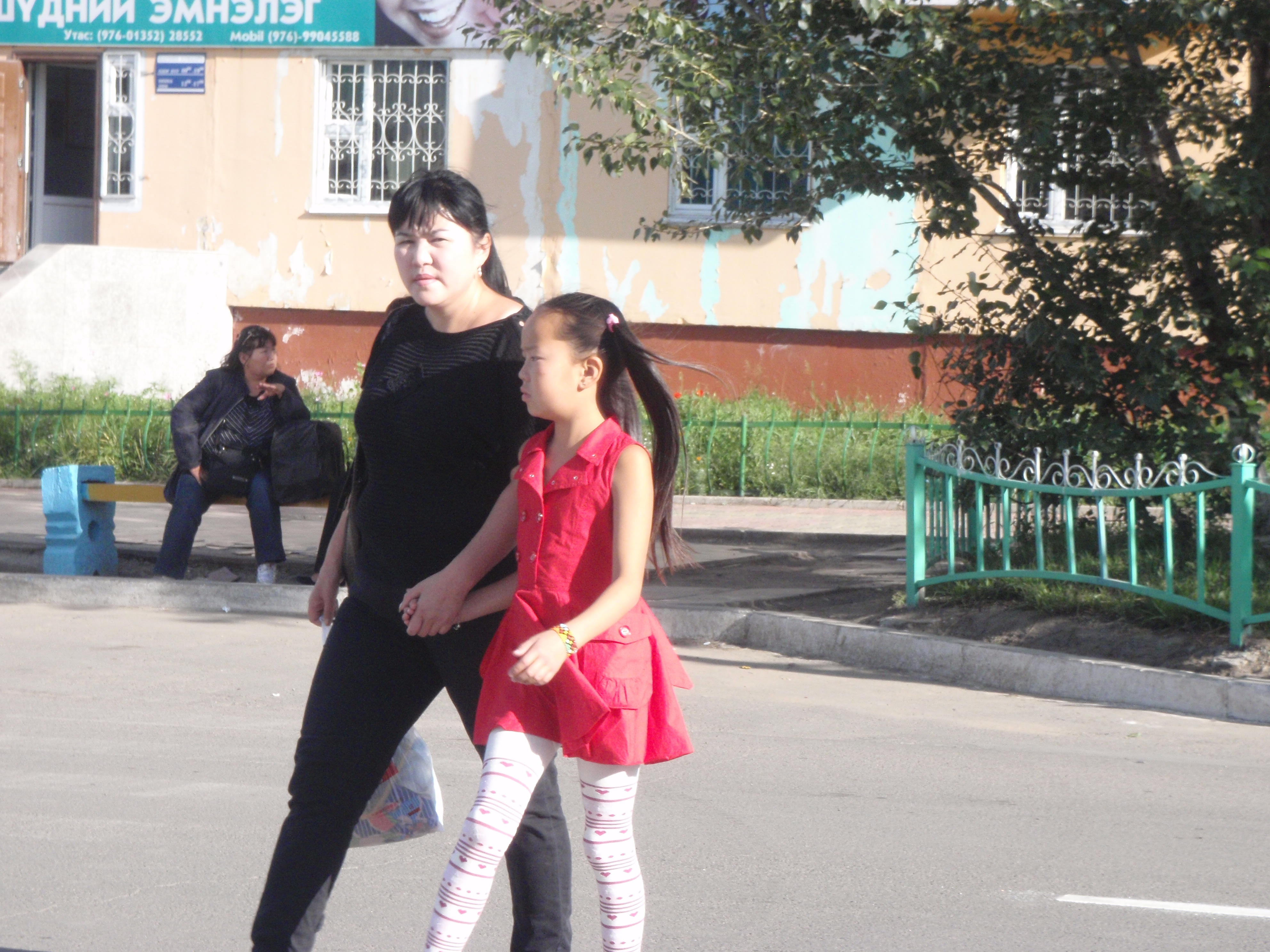

Станом на 1 травня 2000 р. населення міста складало 68 310 чоловік. У 2008 році населення міста складало вже 86 866 чоловік. При площі 208 км² щільність населення складає 399,8 чол/км². Більшу частину населення міста складають монголи (80 %), 15 % — вихідці з Росії, решта 5 % — китайці та корейці. Основна релігія — тибетський буддизм, також є християни, а також незначна частка мусульман.

## Освіта
У місті є 16 загальноосвітніх шкіл, 4 вищих навчальних заклади.

## Клімат
Ерденет має різко континентальний клімат. Зима тут має сувору і морозну погоду з температурою повітря близько –30 °C. А літо тут незвично прохолодне, повітря рідко прогрівається до +23 °C, однак при цьому випадають рясні опади.
| Клімат Ерденета         | Клімат Ерденета | Клімат Ерденета | Клімат Ерденета | Клімат Ерденета | Клімат Ерденета | Клімат Ерденета | Клімат Ерденета | Клімат Ерденета | Клімат Ерденета | Клімат Ерденета | Клімат Ерденета | Клімат Ерденета | Клімат Ерденета |
| Показник                | Січ.            | Лют.            | Бер.            | Квіт.           | Трав.           | Черв.           | Лип.            | Серп.           | Вер.            | Жовт.           | Лист.           | Груд.           | Рік             |
| Середній максимум, °C   | −11,1           | −7,5            | 0,2             | 9,2             | 16,9            | 21,9            | 22,0            | 20,5            | 15,8            | 7,2             | −1,9            | −9              | 7,0             |
| Середня температура, °C | −17,9           | −15,2           | −7,9            | 1,4             | 8,4             | 14,1            | 15,5            | 13,8            | 8,2             | −0,3            | −9              | −15,5           | −0,4            |
| Середній мінімум, °C    | −24,6           | −22,8           | −15,9           | −6,3            | −0,1            | 6,4             | 9,1             | 7,2             | 0,7             | −7,8            | −16             | −21,9           | −7,7            |
| Норма опадів, мм        | 3               | 3               | 7               | 13              | 22              | 67              | 96              | 74              | 42              | 12              | 8               | 4               |                 |
| ----------------------- | --------------- | --------------- | --------------- | --------------- | --------------- | --------------- | --------------- | --------------- | --------------- | --------------- | --------------- | --------------- | --------------- |
| Джерело:                |                 |                 |                 |                 |                 |                 |                 |                 |                 |                 |                 |                 |                 |

## Історія
Місто засновано у 1973 році. 1974 року під час візиту генерального секретаря ЦК КПРС Л. І. Брежнєва в Монголію було підписано міжурядову угоду з будівництва гірничого комплексу «Ерденет». 11 грудня 1975 р. Ерденету надано статус міста. 14 грудня 1978 відкрилось дострокове відкриття першої черги комбінату. Розвиток міста напряму пов'язаний із розвитком мідномолібденових родовищ. Спочатку це було невелике селище геологів та гірників, а коли підтвердилась інформація про значні запаси руди, було прийнято рішення про будівництво великого комплексу ГЗК «Ерденет» із відповідною міською інфраструктурою.

## Пам'ятки

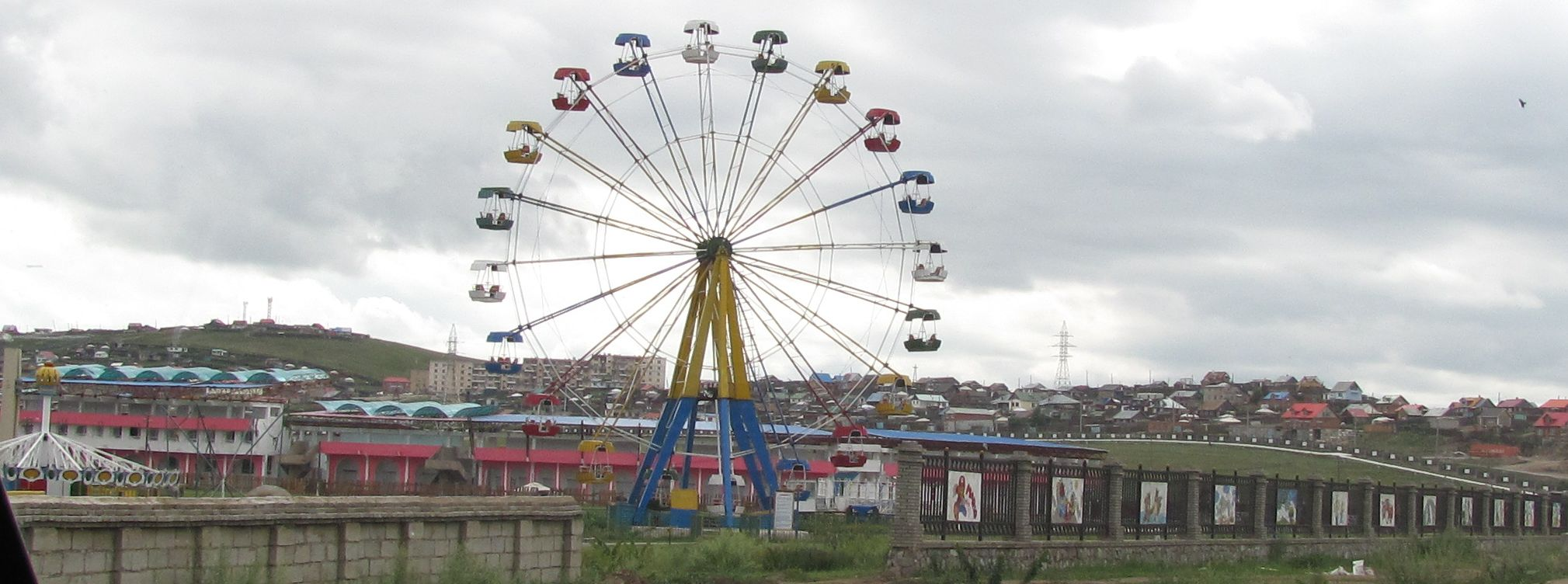
Парк Ерденету

Головною пам'яткою в Ерденеті є монумент дружби монгольського та російського народів. Також у місті є музей ГЗК «Ерденет». Привабливими об'єктами для туристів є розташовані поруч із містом національні парки. Найпопулярнішим є парк «Монголія ХІІІ століття», де на площі 15 гектарів розташовані численні ханські табори, ремісників, кочівників. Національний парк «Горхі-Терелж» відомий своїм археологічним багатством — цілими скелетами динозаврів, які жили винятково на території Монголії. Парк має кам'яні скульптури цих тварин у натуральну величину.

## Туризм
У місті є декілька готелів, серед них «Селенге», вартість проживання в якому складає 20 доларів за двомісний номер. Також у місті найдешевше в Монголії харчування — обід із трьох основних став коштує не більше 8 доларів. Туристи, які приїжджають сюди, віддають перевагу активному відпочинку.